# Daniel Goens

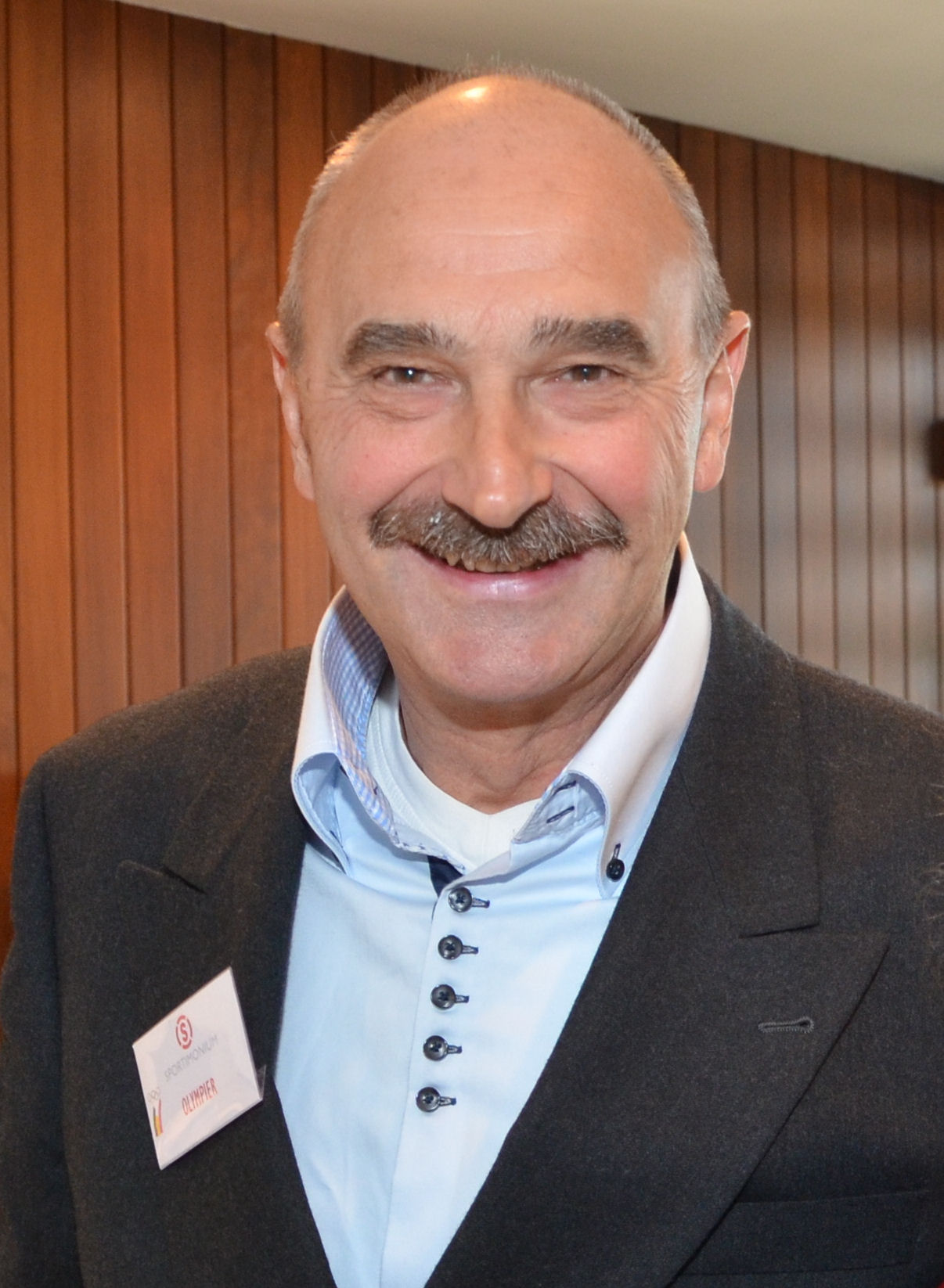
Daniel Goens (2012)

Daniel Goens (* 15. September 1948 in Neder-Over-Heembeek) ist ein ehemaliger belgischer Radrennfahrer.
Sechsmal wurde Daniel Goens belgischer Amateur-Meister in verschiedenen Bahnradsport-Disziplinen, im Zweier-Mannschaftsfahren (mit Jean Lindekens als Partner), im 1000-Meter-Zeitfahren, im Tandemrennen sowie im Omnium. Dabei gelang es ihm 1967, drei Titel bei den belgischen Bahnmeisterschaften innerhalb zweier Tage zu gewinnen. Mit seinem Landsmann Robert Van Lancker bildete er ein erfolgreiches Tandem-Gespann: Bei den UCI-Bahn-Weltmeisterschaften 1967 in Amsterdam belegten sie Rang drei und im Jahr darauf, bei den Bahn-Weltmeisterschaften in Montevideo, Rang zwei. Wenige Wochen danach errangen sie bei den Olympischen Sommerspielen in Mexiko-Stadt die Bronzemedaille im Tandemrennen.
Von 1970 bis 1971 war Goens Profi und fuhr auch Straßenradrennen, ohne sich jedoch profilieren zu können.